# Maciej Zieliński
Maciej Jerzy Zieliński (Wałbrzych, 5 gennaio 1971) è un ex cestista polacco.

## Carriera
Con la Polonia ha disputato due edizioni dei Campionati europei (1991, 1997).

## Palmarès
- Campionato polacco: 3

Śląsk Breslavia: 1990-91, 1991-92, 1995-96
- Coppa di Polonia: 6

Śląsk Breslavia: 1989, 1990, 1992, 1997, 2004, 2005
- Supercoppa polacca: 2

Śląsk Breslavia: 1999, 2000

### Individuale
- Polska Liga Koszykówki MVP: 1

Śląsk Breslavia: 1998-99